# Moulin de Pierre
De Moulin de Pierre (ook: Moulin Mille) is een windmolenrestant in de plaats Warcoing in de Belgische provincie Henegouwen. Het molenrestant is gelegen aan de Rue Royale 159.
Deze torenmolen van het type grondzeiler fungeerde als korenmolen.

## Geschiedenis
In 1459 werd deze molen voor het eerst vermeld. In de 17e eeuw was de molen voorzien van het kruisysteem van de Lannoy waarbij het gehele binnenwerk samen met de kap in de windrichting werd gedraaid.
Omstreeks 1900 werd de molen verlaten, in 1909 werd het wiekenkruis verwijderd en tijdens de Eerste Wereldoorlog werd de molen grotendeels verwoest.
Omstreeks 1950 werd de romp ingekort en verbouwd tot woonhuis.

## Gebouw
Het betreft een der oudste stenen windmolens van de streek. Het is een cilindervormige toren, opgebouwd uit natuursteen.